# Austrocedrus
Austrocedrus è un genere di conifera appartenente alla famiglia dei cipressi (Cupressaceae).  Possiede una sola specie, Austrocedrus chilensis, originaria delle foreste pluviali temperate valdiviane e delle adiacenti foreste steppiche più secche del centro-sud del Cile  e dell'Argentina occidentale da 33°S a 44°S di latitudine.  È conosciuto nella sua zona natale come ciprés de la cordillera e altrove con il nome scientifico Austrocedrus, o talvolta come cedro cileno. Il nome generico significa "cedro del sud".
È un membro della sottofamiglia Callitroideae, un gruppo di generi distinti dell'emisfero sud associati alla flora antartica.  È strettamente correlato al genere Libocedrus nativo della Nuova Zelanda e della Nuova Caledonia, e alcuni botanici lo trattano all'interno di questo genere come Libocedrus chilensis, sebbene Libocedrus assomigli meno dell'altro genere di cipresso sudamericano Pilgerodendron.

## Descrizione
È un sempreverde a crescita lenta, strettamente conico che cresce da 10 a 24 m di altezza, con foglie simili a squame disposte in coppie decussate. Le foglie sono di dimensioni disuguali, con coppie di foglie più grandi (4-8 mm) alternate a coppie di foglie più piccole (2-3 mm), che danno un germoglio appiattito. Ogni foglia ha una striscia stomatica bianca prominente lungo il bordo esterno. I coni sono lunghi 5-10 mm, con quattro squame, due squame basali sterili molto piccole e due grandi squame fertili;  ogni squama fertile ha due seme alati lunghi 3-4 mm. Austrocedrus è un genere di piante dioiche, con i coni maschili e femminili che crescono su piante differenti.

## Distribuzione
Il cipresso cordigliero si trova nelle foreste montane sempreverdi delle Ande, di solito in siti più asciutti all'interno della foresta pluviale, in boschi aperti e puri (dove è spesso localmente dominante sulle pendici orientali delle Ande nell'Argentina sudoccidentale) o in associazione con le specie Araucaria araucana e Nothofagus.
È stato introdotto nell'Europa nordoccidentale e nel Nord-ovest Pacifico del Nord America, dove occasionalmente viene coltivato in giardini botanici. e Maytenus. Nel nord del Cile si trova spesso associato con specie sclerofille come Cryptocarya alba e Lithraea caustica.